# Mons Argaeus

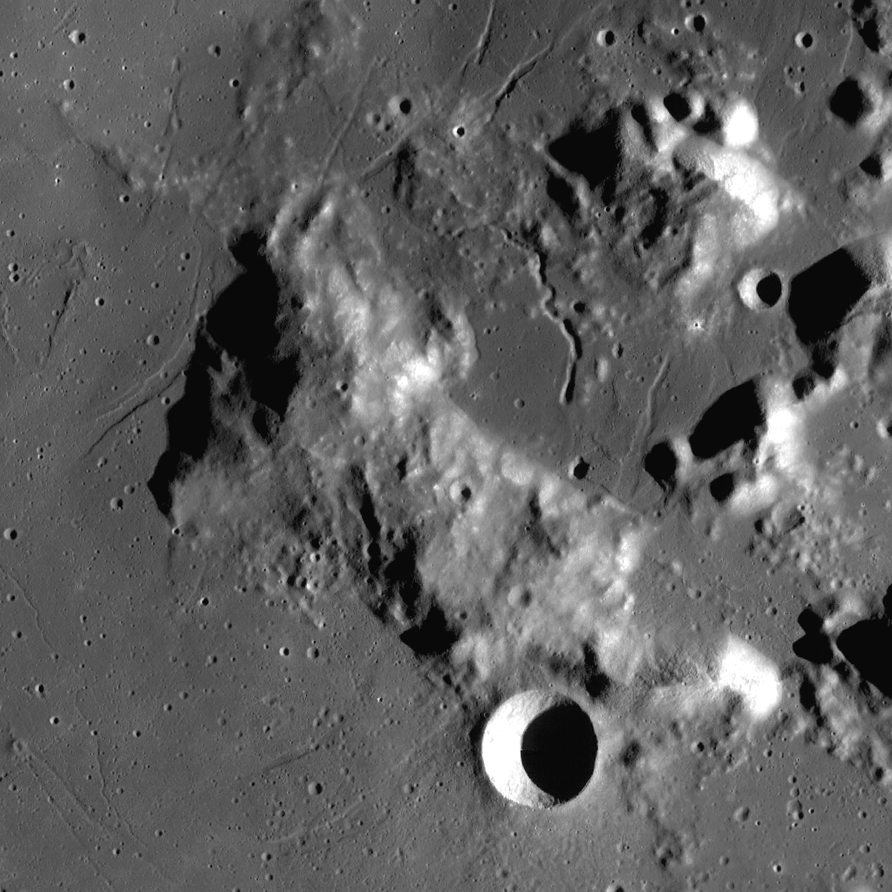
Le Mons Argaeus photographié par la sonde Lunar Reconnaissance Orbiter.

Le Mons Argaeus est un massif montagneux lunaire long d'une cinquantaine de kilomètres approximativement situé en 19, 29. Il est situé à une dizaine de kilomètres à l'est du cratère Abetti, à une soixantaine au nord-est du cratère Dawes (en) et presque directement à côté du cratère Fabbroni (en). 
La mission Apollo 17 alunit à une quarantaine de kilomètres au nord-ouest du Mons Argaeus. 